# Kerkstraat 2 (Eext)
De dwarshuisboerderij in Eext is een monumentale boerderij, die gebouwd is in 1894. Het pand is gelegen aan de Kerkstraat 2 in de Drentse plaats Eext.

## Beschrijving
De boerderij werd in 1894 gebouwd in een ambachtelijk-traditionele bouwstijl. De boerderij is van het zogenaamde hallenhuistype, met een dwarsgeplaatst voorhuis. Het woongedeelte bestaat uit één woonlaag. In de gevels zijn eclectische ornamenten verwerkt. De entree bevindt zich in het midden van de voorgevel in een portiek omlijst met twee pilasters en met een stoep van twee treden. Ter weerszijden van de entree bevinden zich twee ramen met gemetselde segmentbogen. Het schilddak van het dwarsgebouwde woonhuis heeft twee hoekschoorstenen op de nok. In de beide zijgevels bevinden zich drie ramen van hetzelfde type en op dezelfde wijze bekroond met segmentbogen als in de voorgevel. De boerderijschuur aan de achterzijde van de woning heeft een baander die bereikbaar is langs de rechterzijde van het woonhuis.
Bij de renovatie in 1995 is de boogvorm van de baander in de boerderijschuur weer hersteld. Tevens werden de staldeuren aan de linkerzijde van de boerderij vervangen door vensters.
De boerderij is erkend als een provinciaal monument onder meer vanwege de cultuurhistorische-, architectuurhistorische- en stedenbouwkundige waarde. De boerderij is een voorbeeld van de wijze waarop een gemengd bedrijf (akkerbouw en veeteelt) werd uitgeoefend in Drenthe. Ook de vormgeving, de gaafheid en de beeldbepalende ligging speelden mee bij de toewijzing tot provinciaal monument. Dit type boerderij met de genoemde kwaliteiten is vrij zeldzaam in de provincie Drenthe.